# Frederick William Frohawk
Frederick William Frohawk (16. července 1861 – 10. prosince 1946) byl anglický ilustrátor zoologických publikací a lepidopterolog.
Frohawk se narodil jako nejmladší dítě do rodiny farmáře v části Norfolku, Derehamu. K jeho zájmu o malování a přírodní dějiny jej vedla matka, v sedmi letech odchytil jedince vzácného žluťáska čičorečkového (Colias hyale). Rodina se přestěhovala do Great Yarmouth a později do Ipswiche, kde Frohawk objevil řadu zajímavých motýlů. Po smrti otce (1873) se rodina stěhovala do Croydonu a později do jižního Norwoodu, kde Frohawk absolvoval Norwood College. Během této doby prodělal tyfus, který ho připravil o zrak v jednom oku. Roku 1880 se rodina opět stěhovala (do horního Norwoodu), kde se Frohawk soustředil na ilustrace živočichů. V jeho práci jej podporoval Lionel Walter Rothschild, který od něj později odkoupil vodomalby motýlů. Roku 1891 se Frohawk stal členem Královské entomologické společnosti. V roce 1927 donutily finanční potíže Frohawka prodat své sbírky motýlů Rothschildovi (ty jsou dnes vystaveny ve sbírkách Přírodopisného muzea v Londýně).
Frohawk byl autorem publikací Natural History of British Butterflies (1914), The Complete Book of British Butterflies (1934) a Varieties of British Butterflies (1938). První dvě knihy patří mezi jeho největší práce. Ilustroval též řadu ornitologických knih, lze jmenovat Aves Hawaiienses: The Birds of the Sandwich Islands a Birds of the British Isles and their Eggs.
Frohawk se roku 1895 oženil s Margaret Grantovou a měli spolu dvě dcery. Grantová zemřela roku 1907, o dva roky později se Frohawk oženil s Mabel Jane Hart Bowmanovou, s níž se mu narodila třetí dcera Valezina. Zemřel 10. prosince 1946 a pohřben je v Headley (Surrey).